# Segundo Banco dos Estados Unidos

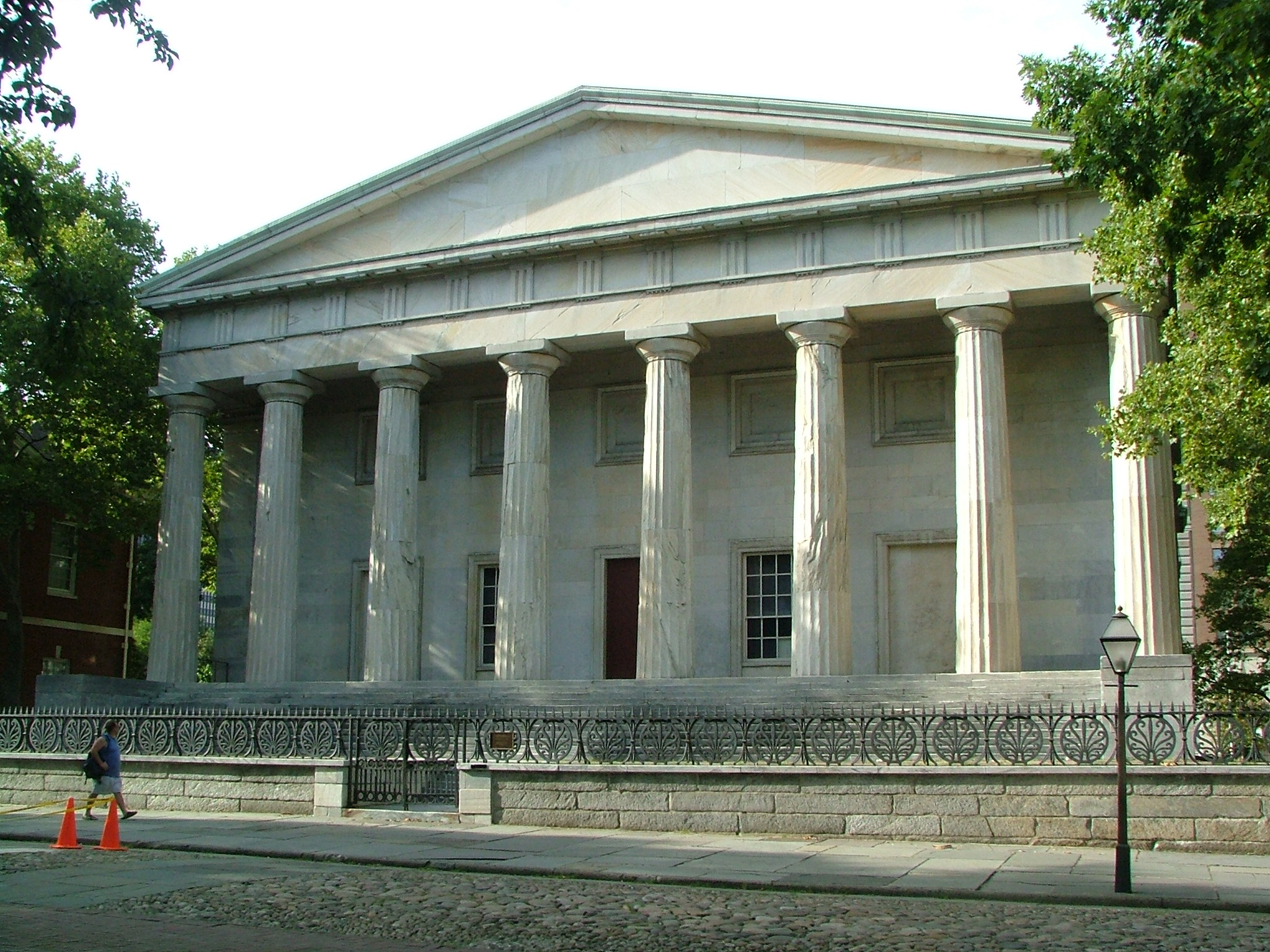
Fachada do prédio do Second Bank of the United States, na Filadélfia, construído entre 1819-1824

O Second Bank of the United States ou Segundo Banco dos Estados Unidos da América foi fundado em 1816, cinco anos depois do Primeiro Banco dos Estados Unidos ter sido fechado após a não renovação da carta-patente pelo Congresso. O Second Bank of United States construiu sua sede na Filadélfia, Pensilvânia.

## Visão Geral
Foi o segundo banco nacional hamiltoniano autorizado pelo governo federal nos Estados Unidos.
Do mesmo modo que Primeiro Banco dos Estados Unidos, funcionou, como banco nacional, por vinte anos, entre fevereiro de 1816 e janeiro de 1836, com sede na Filadélfia, Pensilvânia.
O nome formal do Banco, de acordo com a seção 9 de sua carta aprovada pelo Congresso, era "The President Directors and Company of the Bank of the United States".
Diferentemente dos outros bancos dos Estados Unidos, que somente podiam ter filiais em um único estado, o "Segundo Banco dos Estados Unidos", por ter licença para atuar como banco nacional, era autorizado a ter filiais em vários estados e a emprestar dinheiro ao governo dos EUA.
Era uma empresa privada com funções públicas, que cuidava de todas as transações fiscais do governo dos EUA e era fiscalizado pelo Congresso e o Departamento do Tesouro dos EUA. Vinte por cento de seu capital pertencia ao governo federal, que era o maior acionista do banco. O restante do capital pertencia a quatro mil investidores privados, incluindo três mil europeus. A maior parte das ações pertencia a algumas centenas de americanos ricos. Em sua época, a instituição era a maior corporação financeira do mundo.
Suas funções essenciais eram regular o crédito público emitido pelos bancos de varejo através dos deveres fiscais que desempenhava para o Departamento do Tesouro dos EUA, e estabelecer uma moeda nacional sólida e estável. Os depósitos federais conferiram ao Banco sua capacidade regulatória.
Criado praticamente nos mesmos moldes delineados por Alexander Hamilton para Primeiro Banco dos Estados Unidos, Em 1832, tinha 25 filiais em diferentes estados norte-americanos.
Durante a campanha eleitoral da eleição presidencial de 1832, foi debatida a questão da renovação, ou não, de sua licença para funcionar como banco nacional. Nesse debate, a renovação da licença, foi defendida com maior ênfase pelo Partido Nacional Republicano, liderados por Henry Clay, e foi combatida pelos defensores de uma maior restrição ao crédito, liderados por Andrew Jackson (ver: Guerra Bancária).
A partir de 1836, não tendo sua licença renovada, o Segundo Banco tornou-se uma empresa privada, e, em 1841, foi liquidado. Não haveria bancos nacionais nos Estados Unidos, até a aprovação dos National Banking Acts de 1863 e 1864.

## História

### Estabelecimento
No início do século XIX, o apoio político ao renascimento de um sistema bancário nacional, interrompido, em 1811, com a extinção da licença do Primeiro Banco dos Estados Unidos para atuar como banco nacional, era mais forte entre os congressistas do norte dos Estados dos Unidos, que se opunham ao agrarianismo jeffersoniano, que tinha apoio dos congressistas do Sul dos Estados Unidos. Nesse contexto, os nortistas defendiam a transformação do país por meio do fortalecimento da industrialização e do sistema financeiro.
No rescaldo da Guerra Anglo-Americana de 1812, o governo federal sofreu com a desordem de uma moeda não regulamentada e com a falta de ordem fiscal; os interesses empresariais procuravam uma maior segurança os títulos governamentais. Nesse contexto, formou-se uma aliança para fundar um novo banco nacional.
O período posterior à Guerra Anglo-Americana de 1812, ficou conhecido como a Era dos Bons Sentimentos, no qual uma redução das tensões políticas entre nortistas e sulistas. Esse clima político favoreceu o desenvolvimento de programas e instituições nacionais, incluindo o estabelecimento da Tarifa de 1816, de caráter protecionista, obras públicas e o licenciamento de um novo banco nacional, nos moldes do fora o Primeiro Banco dos Estados Unidos.
No sul e no oeste do país, o apoio à instituição de um novo banco nacional era liderado por nacionalistas republicanos, como: John C. Calhoun da Carolina do Sul e Henry Clay do Kentucky. Nesse contexto, no dia 10 de abril de 1816, o Presidente James Madison sancionou a Lei que criou o Segundo Banco dos Estados Unidos.
Depois que a fundação do Segundo Banco dos Estados Unidos foi aprovada, Calhoun e Clay conseguiram promover a aprovação de um Projeto de Lei para destinar parte dos lucros do Banco para um fundo para a realização de obras públicas de estradas e canais de navegação, no entanto, o projeto, apesar de aprovado pelo Congresso, foi vetado pelo Presidente James Madison, que o considerou inconstitucional.
A oposição a criação do Segundo Banco dos Estados Unidos tinha duas vertentes:
1. os Velhos Republicanos,[12], liderados por John Taylor de Caroline e John Randolph de Roanoke,[5] que caracterizavam o Segundo Banco como constitucionalmente ilegítimo; e uma ameaça direta: ao agrarianismo jeffersoniano, à soberania do estado e à instituição da escravidão. Nesse contexto, Taylor declarou: "se o Congresso puder incorporar um banco, poderá emancipar um escravo.";[6]
2. os bancos privados, que operavam com ou sem licenças estatais, que eram contrários aos efeitos regulatórios do banco nacional,[2] e que, em 1811, tinham conseguido impedir a renovação da licença do Primeiro Banco dos Estados Unidos.[10]

Essas forças políticas desempenharam papéis significativos no enfraquecimento da instituição, durante a Presidência de Andrew Jackson (1829-1837).

### Funções econômicas
Embora o Segundo Banco fosse um banco nacional, não cumpria as funções de um banco central moderno, pois não definia a política monetária, não regulamentava os bancos privados, não detinha as suas reservas excedentárias e nem agia como credor de última instância. 
O banco foi estabelecido no meio de grandes alterações no mercado global, que ocorriam na medida em que a Europa recuperava das Guerras Napoleônicas (1803-1815).
Logo após a sua fundação, foi acusado de restringir a emissão descontrolada de notas bancárias pelas instituições bancárias privadas - já em andamento - que ameaçava criar uma bolha de crédito, que poderia resultar em um colapso financeiro.
Naquela época, ocorriam grandes vendas de terras governamentais no oeste dos Estados Unidos (vide: (Marcha para o Oeste (EUA))), esse fenômeno ajudava a alimentar uma bolha especulativa. Naquele contexto, a existência de um banco nacional era de grande importância para que as riquezas depositadas por empresários do leste do país pudessem financiar as atividades agrícolas no oeste.
Nos primeiros anos, o Segundo Banco não controlou adequadamente a emissão de notas bancárias por suas filiais bancárias no oeste e no sul dos Estados Unidos, o que contribuiu para o boom imobiliário especulativo posterior à Guerra Anglo-Americana (1812-1815).
O referido boom imobiliário resultou no Pânico de 1819, que foi a primeira crise financeira generalizada e duradoura nos Estados Unidos que desacelerou a expansão agrícola para o oeste no Cinturão do Algodão e foi seguida por um colapso geral da economia norte-americana que persistiu até 1821.
Naquele contexto, o Segundo Banco foi alvo de críticas contundentes por, após início do Pânico de 1819, ter adotado políticas de crédito mais restritivas, o que elevou o desemprego em massa e a queda valores das propriedades. Além disso, descobriu-se que os diretores das filiais de Baltimore haviam se envolvido em fraude e furto.
Os efeitos foram catastróficos, resultando em uma recessão prolongada com desemprego em massa e uma queda acentuada nos valores das propriedades que persistiu até 1822. A crise financeira levantou dúvidas entre o público americano quanto à eficácia dos títulos de créditos emitidos pelos bancos.
Após este descontentamento generalizado, durante a na década de 1830, os democratas jacksonianos antibancários impulsionaram e se fortaleceram com críticas ao Segundo Banco.
Após 1823, o banco evoluiu para se tornar uma instituição poderosa que produziu um sistema forte e sólido de crédito e moeda nacional.